# Flesh Memory - Memorie di una camgirl
Flesh Memory - Memorie di una camgirl è un documentario del 2018 diretto da Jacky Goldberg e uscito nelle sale cinematografiche il 12 luglio 2018. L'opera racconta la vita, le problematiche e le vicende della cam girl Finley Blake. Il documentario è stato presentato al Festival internazionale di Marsiglia.